# Kroppslukt
Kroppslukt är en lukt som uppstår på kroppen på grund av svamp- eller bakterietillväxt på huden. Kroppslukten är en markör för hälsa, och därför för den fysiska attraktiviteten. 
Bakterietillväxt av normalfloran med mera gynnas av svett, men människans svett är i sig nästan doftlös. Svettens lukt kan påverkas av kosthållning, livsstil, kön, hälsa och medicinering. Kroppslukten kan också påverkas av feromoner, men det är osäkert i hur hög grad feromonerna når upp över de sensoriska trösklarna.
Kroppslukten påverkas av histokompatibilitetskomplex (MHC), varmed den i viss mån är genetiskt bestämd och hänger samman med kroppens immunsystem. Det finns många mutationer av MHC. Det verkar som om MHC spelar roll vid parbildning, där ett fundamentalt olikt MHC verkar attraktivt.
För att dölja kroppslukten kan deodorant och parfym användas, eller tvål med bakteriedödande egenskaper.